# Mambalgine
 (février 2025).
Motif : Où sont les sources secondaire et centrée sur le sujet ?
- Archive Wikiwix
- Bing
- Cairn
- DuckDuckGo
- E. Universalis
- Gallica
- Google
- G. Books
- G. News
- G. Scholar
- Persée
- Qwant
- (zh) Baidu
- (ru) Yandex
- (wd) trouver des œuvres sur Wikidata

| 1. | Préciser le motif de la pose du bandeau. | Précisez le motif de la pose du bandeau en utilisant la syntaxe suivante : {{admissibilité à vérifier\|date=mars 2025\|motif=remplacez ce texte par le motif}}                  |
| 2. | Informer les utilisateurs concernés.     | Pensez à avertir le créateur de l'article, par exemple, en insérant le code ci-dessous sur sa page de discussion : {{subst:avertissement admissibilité à vérifier\|Mambalgine}} |

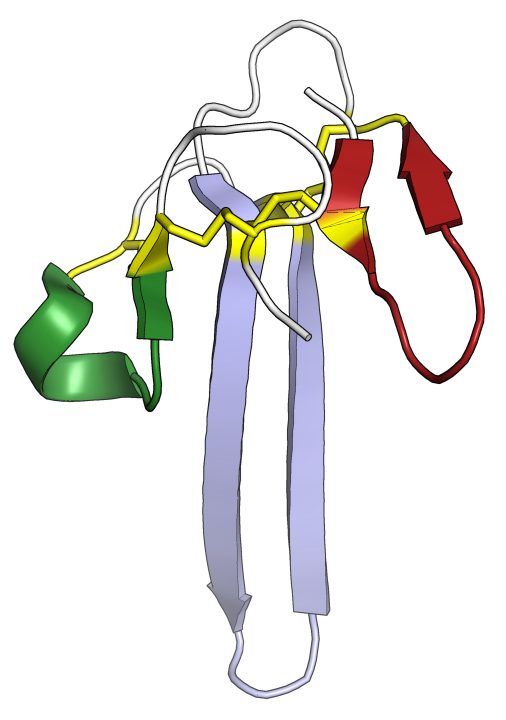
Structure de la mambalgine-1

Les mambalgines sont des fragments de protéines présents dans le venin du mamba. Elles y sont présentes à hauteur de 0,5 %. Il existe deux mambalgines différentes, la mambalgine-1 et la mambalgine-2. Elles ont été découvertes par Eric Lingueglia et son équipe, car ils cherchaient un venin agissant sur les canaux ioniques ASICs. Les mambalgines sont à l'étude par la société Theralpha pour l'élaboration d'un nouvel analgésique.